# Aljaska (poluostrvo)
Aljaska je poluostrvo koje pripada Severnoj Americi. Poluostrvo Aljaska se prostire oko 800 km (497 mi) na jugozapadu od kopna Aljaske i završava se na Aleutskim ostrvima. Poluostrvo odvaja Tihi okean od Bristolskog zaliva, rukavca Beringovog mora. Osim Aljaskog poluostrva veća poluostrva Severne Amerike su: poluostrvo Labrador, poluostrvo Florida i poluostrvo Kalifornija.
Mnogi ljudi povezuju Aljasko poluostrvo sa državom Alјаskom, iako to nije tačno. U blizini ostrva je veliko ribolovno područje Tihog okeana. Aljasko poluostrvo je slabo naseljeno zbog vrlo surovih klimatskih uslova subpolarne klime.
U literaturi (posebno ruskoj) termin „Poluostrvo Aljaska“ je korišćen za označavanje čitavog severozapadnog ispupčenja Severnoameričkog kontinenta, ili svega onog što je sadašnja država Aljaska, isključujući njenu prevlaku i ostrva. Okrug Lejk end Peninsula, dobio je ime po poluostrvu.

## Geografija
Aleutski lanac je veoma aktivan vulkanski planinski lanac koji se proteže duž cele dužine poluostrva. Unutar njega se nalaze utočišta divljih životinja, uključujući nacionalni park i rezervat Katmaj, nacionalni spomenik i rezervat Anjakčak i nacionalno utočište za divlje životinje Bečarof, nacionalno utočište za divlje životinje poluostrva Aljaske i nacionalno utočište divljih životinja Izembek. Najaktivniji vulkan duž vulkanskog planinskog lanca je vulkan Pavlof koji je viši od 2.515 metara (8.251 stopa).
Južna strana poluostrva Aljaska je smežurana i planinska, nastala tektonskom aktivnošću Severnopacifičke ploče koja se spušta ispod zapadnog dela Severnoameričke ploče; severna strana je uglavnom ravna i močvarna, rezultat milenijumske erozije i opšte seizmičke stabilnosti. Severna i južna obala su takođe prilično različite. Severna obalska strana zaliva Bristol je uglavnom zamućena i blatnjava, doživljava ekstremne plime i relativno je plitka; pacifička strana, koja je takođe poznata kao „vatreni prsten“, ima relativno malu aktivnost plime i oseke, a voda je duboka i bistra.

## Administracija
Celo poluostrvo je organizovano kao deo četiri okruga; okrug Istočni Aleuti, okrug Bristolski zaliv, okrug Kodijak ostrva Kodiak i okrug Jezero and poluostrvo. Okrug Jezero i poluostrvo obuhvata većinu teritorije poluostrva.

## Klima
Prosečna godišnja količina padavina kreće se od 24—65 in (610—1.650 mm). Priobalna područja su podložna intenzivnim olujama, vetru i kiši. Zimske temperature su u proseku između −11—1 °C (12—34 °F), a leti između 6—15 °C (43—59 °F). Mrazevi se mogu javiti svakog dana u godini na višim nadmorskim visinama. Klima se može uporediti sa onom u delovima Škotske, Aleutskih ostrva, Islanda i Ognjene zemlje.

## Flora i fauna
Poluostrvo Aljaska je dom nekih od najvećih prirodnih neuznemiravanih populacija divljih životinja u Sjedinjenim Državama. Pored čuvenih populacija mrkih medveda na Aljasci u oblastima Maknil i Katmaj, velika stada karibua, losova, čopori vukova, jata vodenih ptica i vrbovih patki naseljavaju ovu oblast. Medvedi na poluostrvu i Bristolskom zalivu su toliko brojni, jer se hrane na najvećim svetskim stazama lososa (Oncorhynchus nerka), koji se ovde uglavnom javljaju zato što su mnoga velika jezera na poluostrvu važan element u njihovom životnom ciklusu. Ovi lososi, nakon što se vrate sa svog kratkog vremena na moru, plivaju u jezera i njihove potoke koji doprinose mrestu. Njihovi potomci prezimljuju u dubokim i hranom bogatim dubinama ovih jezera sve do njihove migracije u more za jednu ili dve godine.
Izuzetno velike kolonije morskih ptica postoje duž obale. Pored toga, postoje velike populacije morskih sisara u severnom Tihom okeanu između poluostrva Aljaska i Kamčatke. Ovo uključuje lučke foke, prstenaste foke, severne krznene foke, kitove, morske pliskavice, morske vidre i morske lavove.
Krševita južna polovina poluostrva, kao i arhipelag Kodijak koji se nalazi na južnoj obali poluostrva, dom je znatnog broja medveda, čine ekoregiju planinske tajge poluostrva Aljaske i sadrži niz zaštićenih područja kao što je nacionalni park Katmaj. Vegetacija na poluostrvu se uglavnom sastoji od šiblja, travnatih livada ili vlažne tundre.

## Demografija
Pored zajednica na obali (vidi: Bristolski zaliv), poluostrvo Aljaska takođe je dom nekoliko poznatih sela: Kold Bej, King Kouv, Perivil, Čignik, jezero Čignik, laguna Čignik i Port Moler. Svaka od njih je prvenstveno naseljena urođenicima Aljaske i svaka, takođe, uglavnom zavisi od ribarske industrije za život. Ovde treba uključiti i selo Sand Pojnt, uprkos njegovoj lokaciji na ostrvu Popof, ostrvu koje je deo Šumaginskih ostrva, nedaleko od južne obale poluostrva.

## Literatura
- „Map of Human Migration”. Архивирано из оригинала 19. 5. 2017. г. Приступљено 5. 11. 2016.
- „Lost Native American Ancestor Revealed in Ancient Child's DNA”. National Geographic. 3. 1. 2018. Архивирано из оригинала 3. 1. 2018. г. Приступљено 3. 1. 2018.
- Postnikov, Alexey V. (2000). „Outline of the History of Russian Cartography”. Regions: a Prism to View the Slavic Eurasian World. Архивирано из оригинала 17. 1. 2013. г. Приступљено 6. 6. 2012.
- Wheeler, Keith (1977). „Learning to cope with 'Seward's Icebox'”. The Alaskans. Alexandria: Time–Life Books. стр. 57–64. ISBN 978-0-8094-1506-9.
- „Facts About Alaska, Alaska Kids' Corner, State of Alaska”. alaska.gov. n.d. Архивирано из оригинала 9. 1. 2019. г. Приступљено 13. 4. 2018.
- „Alaska Hydrology Survey”. Division of Mining, Land, and Water; Alaska Department of Natural Resources. Архивирано из оригинала 30. 3. 2014. г. Приступљено 4. 5. 2014.
- Group, Office of Communications—OC Web. „Glacier and Landscape Change in Response to Changing Climate”. www2.usgs.gov. Архивирано из оригинала 3. 2. 2018. г. Приступљено 2. 2. 2018.
- „Beringglacier.org”. beringglacier.org. Архивирано из оригинала 2. 1. 2018. г. Приступљено 2. 2. 2018.
- „Alaska Land Ownership”. Архивирано из оригинала 28. 6. 2002. г. Приступљено 4. 5. 2014.
- Dixon, Mim (18. 9. 2019). What Happened To Fairbanks?: The Effects of the Trans-alaska Oil Pipeline on the Community Of Fairbanks, Alaska. Routledge. ISBN 978-1-000-01076-3.
- „Western States Data Public Land Acreage”. Wildlandfire.com. 13. 11. 2007. Архивирано из оригинала 27. 7. 2011. г. Приступљено 2. 6. 2010.
- „Monthly Climate Summary, Ketchikan, Alaska”. Western Regional Climate Center. Архивирано из оригинала 16. 5. 2013. г. Приступљено 7. 2. 2013.
- „Mean Annual Precipitation, Alaska-Yukon”. Spatial Climate Analysis Service. Oregon State University. фебруар 2000. Архивирано из оригинала 25. 10. 2012. г. Приступљено 5. 6. 2012.
- „NOAA Weather Radio All Hazards Information—Alaska Weather Interesting Facts and Records” (PDF). National Oceanic and Atmospheric Administration. Архивирано из оригинала (PDF) 29. 9. 2006. г. Приступљено 3. 1. 2007.
- „State Extremes”. Western Regional Climate Center, Desert Research Institute. Архивирано из оригинала 5. 1. 2007. г. Приступљено 3. 1. 2007.
- „SD Weather History and Trivia for May: May 1”. National Oceanic and Atmospheric Administration. Архивирано из оригинала 8. 2. 2007. г. Приступљено 3. 1. 2007.
- „FAQ ALASKA—Frequently Asked Questions About Alaska: Weather”. Statewide Library Electronic Doorway, University of Alaska Fairbanks. 17. 1. 2005. Архивирано из оригинала 2. 1. 2007. г. Приступљено 3. 1. 2007.
- Ned Rozell (23. 1. 2003). „The Coldest Place in North America”. Geophysical Institute of the University of Alaska Fairbanks. Архивирано из оригинала 2. 2. 2007. г. Приступљено 3. 1. 2007.

## Spoljašnje veze
- Travel Alaska
- Ugashik Area website
- Lake & Peninsula Borough
- Lake and Peninsula School District
- Alaska Peninsula Trek
- Trawl survey of shrimp and forage fish in Alaska's Westward region, 2006 / by David R. Jackson. Hosted by Alaska State Publications Program.